# Hippolyte Tournon
Pour les articles homonymes, voir Tournon.
Hippolyte Tournon (1830-1912), connu aussi comme Hipólito Tournón en espagnol, fut un entrepreneur et commerçant français du  café, représentant consulaire du Costa Rica en France.

## Biographie
Hippolyte Tournon est né le 30 juin 1830 à Saint-Hippolyte-du-Fort, dans le sud de la France, originaire d'une famille protestante consacrée aux affaires de la soie.
De jeune il se déplaça avec sa famille à Bordeaux comme résultat de l'exode rural.  Il commença à travailler en 1857 avec la société Le Quellec laquelle possédait des navires avec des opérations commerciales en Amérique Latine par la route du Pacifique. C'est dans cette période qu'il arriva au Costa Rica, pays dans lequel il entama ses activités comme commerçant de produits européens lesquels étaient échangés contre du café.
Hippolyte Tournon fera une des plus belles et importantes intégrations verticales dans le secteur du café au Costa Rica. Ce schéma impliquera la production du café dans le secteur nord de San José et le sud d'Heredia, jusqu'à sa commercialisation en Europe.  Outre le café, son réseau commercial s’étendait sur différentes activités économiques telles que le commerce maritime et transport de passagers avec l'Europe à travers la Compagnie Générale Transatlantique, ainsi que la production de matériel de construction qui profita de la nouvelle urbanisation de San José à la fin du dix-neuvième siècle.
En tant que baron du café, il se maria à trente-sept ans avec Tullie Fasileau-Duplantier et s'installa définitivement à Bordeaux jusqu'à son décès en 1912. Il contrôla depuis la France son entreprise à travers des personnages importants du Costa Rica fondés de pouvoir tels que Juan José Ulloa et Ascension Esquivel, ou de sa famille comme son fils et son beau-frère Amón Fasileau-Duplantier.  Ce dernier commencera le premier quartier résidentiel urbain de la capitale et représentatif de la Belle Époque au Costa Rica, connu actuellement comme le Barrio Amon, ou Quartier Amon. Sur les bords de ce quartier se trouvaient une fois une partie des anciennes plantations de café des Tournon. Aujourd'hui ces terrains correspondent au Quartier Tournon, celui-ci est un point dynamique de la ville de San José qu'abrite une grande variété d'institutions et des commerces.